# Джон Колтър
Джон Колтър (на английски: John Colter) е американски трапер и пътешественик-изследовател.

## Биография
Роден е около 1774 година в градчето Стюартс Драфт в щата Вирджиния, САЩ, в семейството на Джозеф Колтър и Елън Шилдс. Около 1780 семейството му се премества на запад и се установява близо до днешния Мейсвил, Кентъки.
През 1807 Колтър открива местността, известна днес като Национален парк Йелоустоун. Взема участие и в експедицията на Луис и Кларк.
Умира от жълтеница на 7 май 1812 година в Ню Хейвън, Мисури.